# بنجامين تومسن
بنجامين تومسن هو متزحلق جبال الألب كندي، ولد في 25 أغسطس 1987 في Invermere ‏ في كندا.

## وصلات خارجية
- الموقع الرسمي
- بنجامين تومسن على موقع الاتحاد الدولي للتزلج (التزلج على المنحدرات الثلجية) (الإنجليزية)
- بنجامين تومسن على موقع اللجنة الأولمبية الدولية (الإنجليزية)
- بنجامين تومسن على موقع أوليمبيديا (الإنجليزية)
- بنجامين تومسن على موقع اللجنة الأولمبية الكندية (الإنجليزية)